# Тьма (река)
Тьма — река в Тверской области России, левый приток Волги. Длина — 142 км, площадь водосборного бассейна — 1850 км².

## Описание

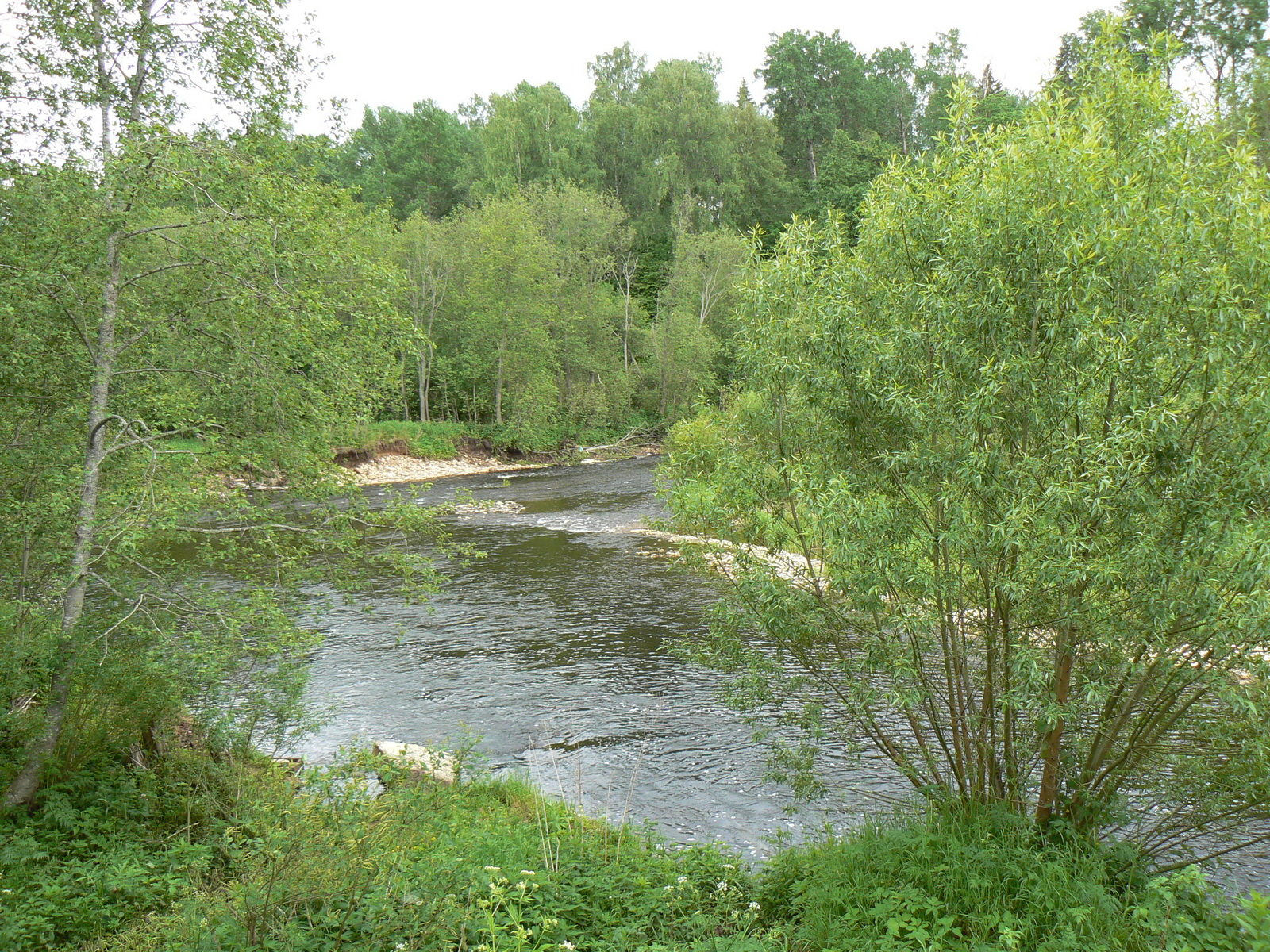
Здесь, на левом берегу Тьмы в селе Берново, И. И. Левитан написал картину «У омута»

Исток находится южнее села Денежное Старицкого района Тверской области на юго-восточных склонах Вышневолоцкой гряды (так называемые Ильи Горы).
Узкая в верховьях долина в нижнем течении расширяется до 40 м. Русло (ширина 20—25 м, глубина 0,5—0,7 м) образует многочисленные излучины. Вскрывается в начале апреля, ледостав в начале декабря. Средний годовой расход воды — 13,7 м³/с.
Основные притоки: Бекловка (22 км), Рясня (12 км), Нашига (39 км), Ольшанка (11 км), Рачайна (62 км), Шостка (59 км).
На берегах реки расположены: с. Луковниково, д. Малинники, д. Глазуново, с. Берново Старицкого района, д. Богатьково, с.Кунганово, д. Ременево, д. Глухово, д.Стружня Торжокского района, деревни Князево, Стренево, Тутань, Новинки, Савино, Дуденёво Калининского района и др.
Река запечатлена в творчестве Пушкина, Левитана и др.

## Данные водного реестра
По данным государственного водного реестра России и геоинформационной системы водохозяйственного районирования территории РФ, подготовленной Федеральным агентством водных ресурсов:
- Бассейновый округ — Верхневолжский
- Речной бассейн — (Верхняя) Волга до Куйбышевского водохранилища (без бассейна Оки)
- Речной подбассейн — Волга до Рыбинского водохранилища
- Водохозяйственный участок — Волга от города Зубцова до города Твери без реки Тверцы

## Галерея

Тьма вблизи деревни Тутань и села Кумордино Калининского района
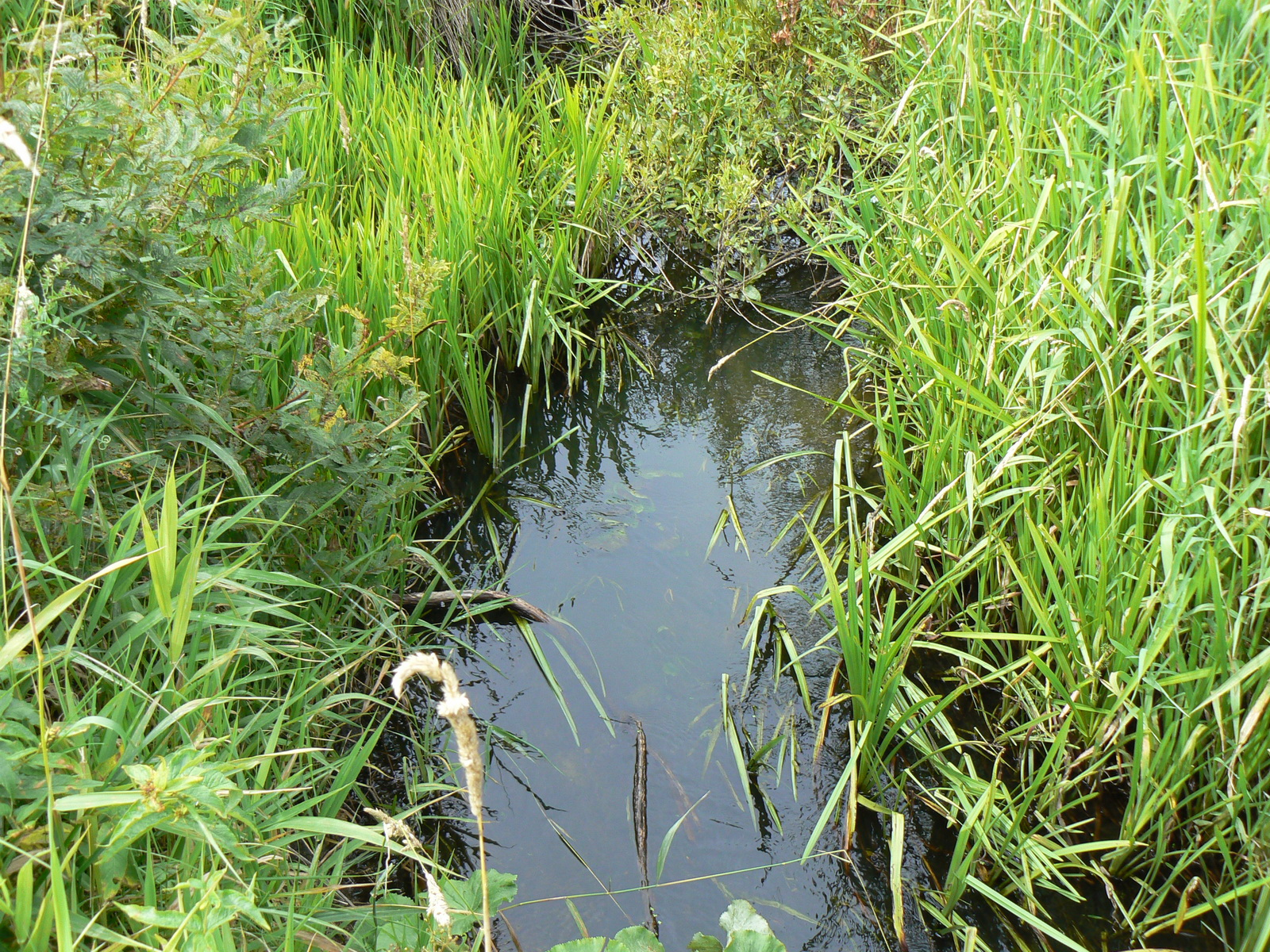
Тьма в нескольких километрах от истока, севернее Денежного озера
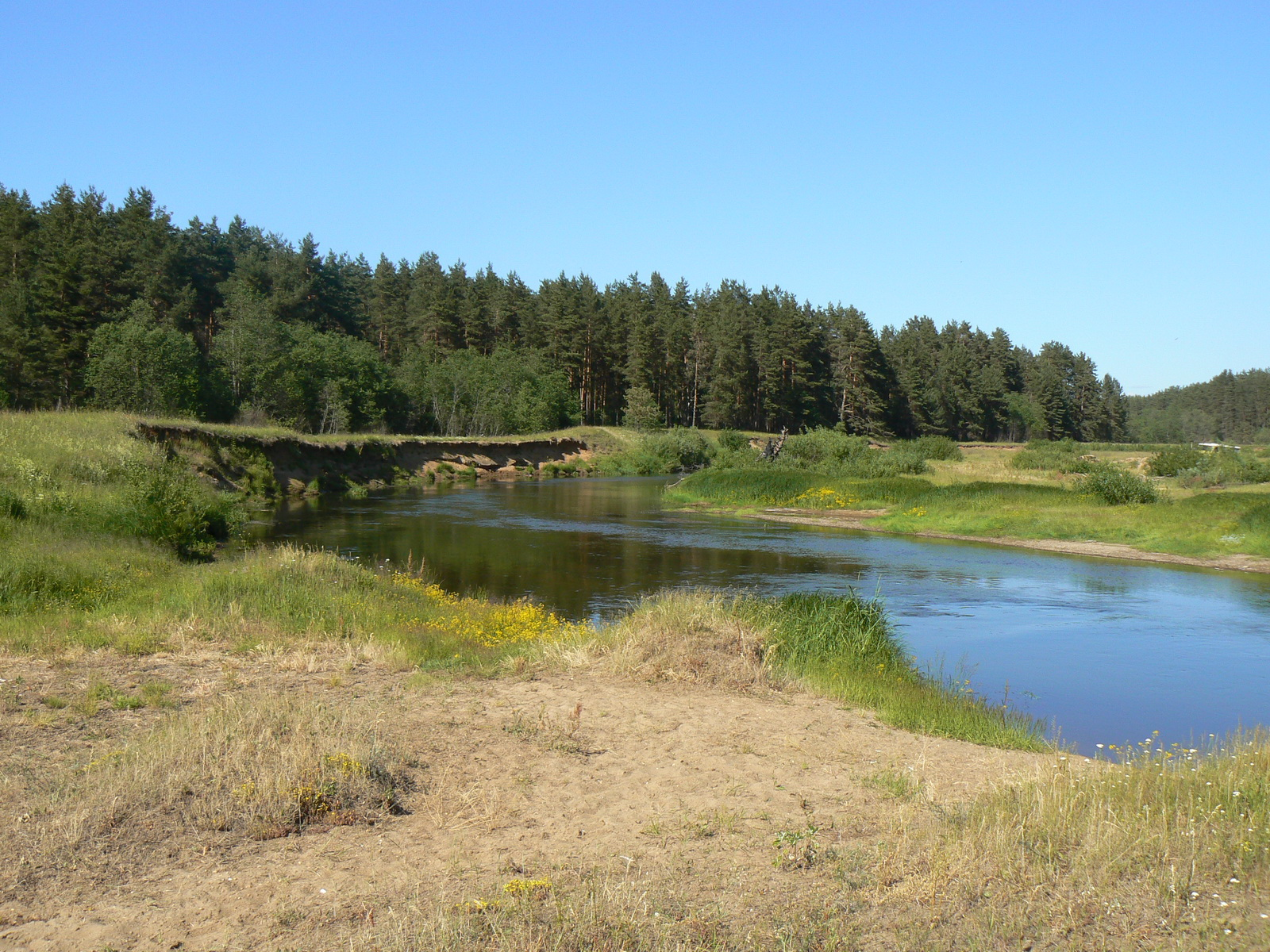
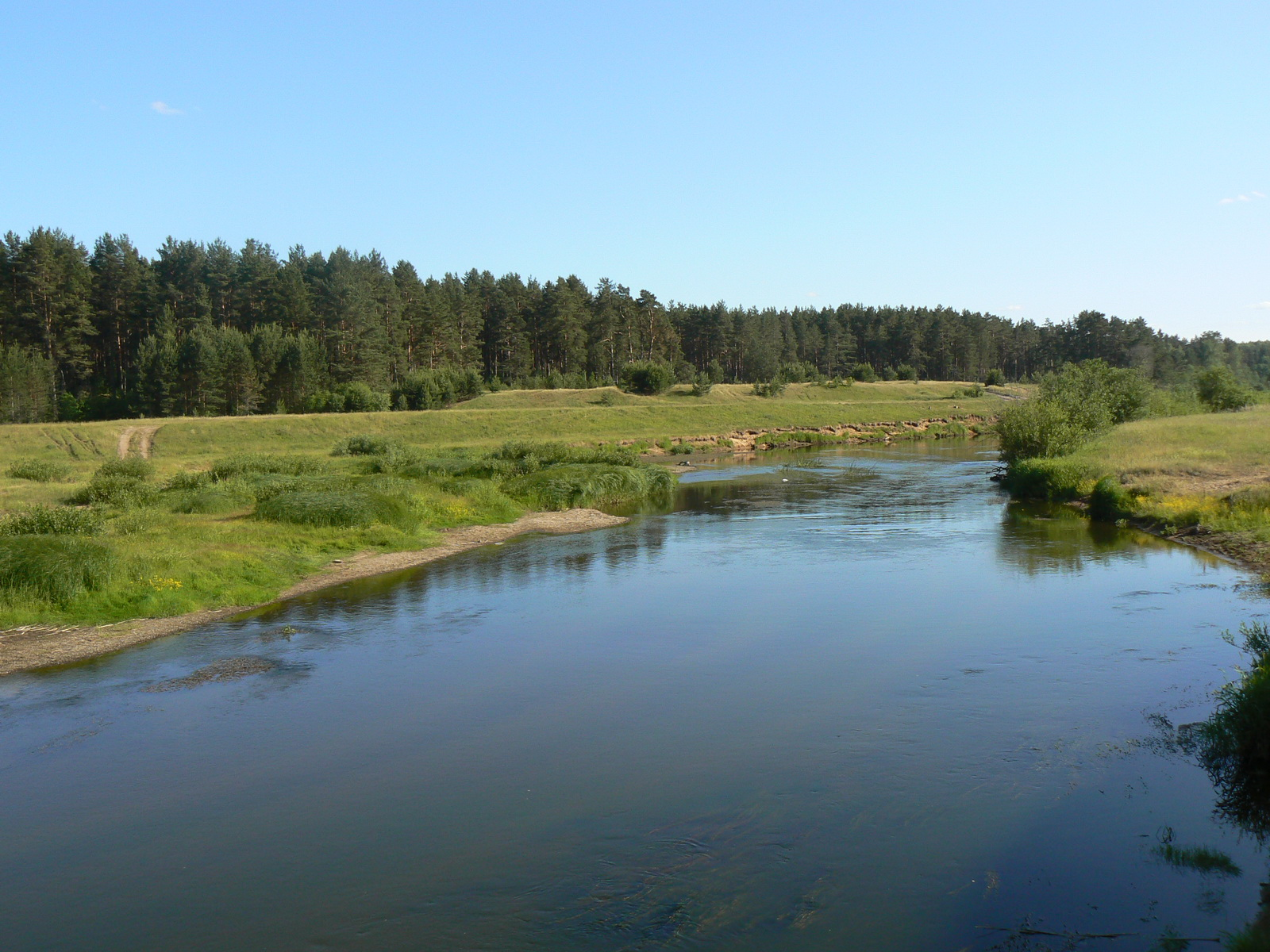
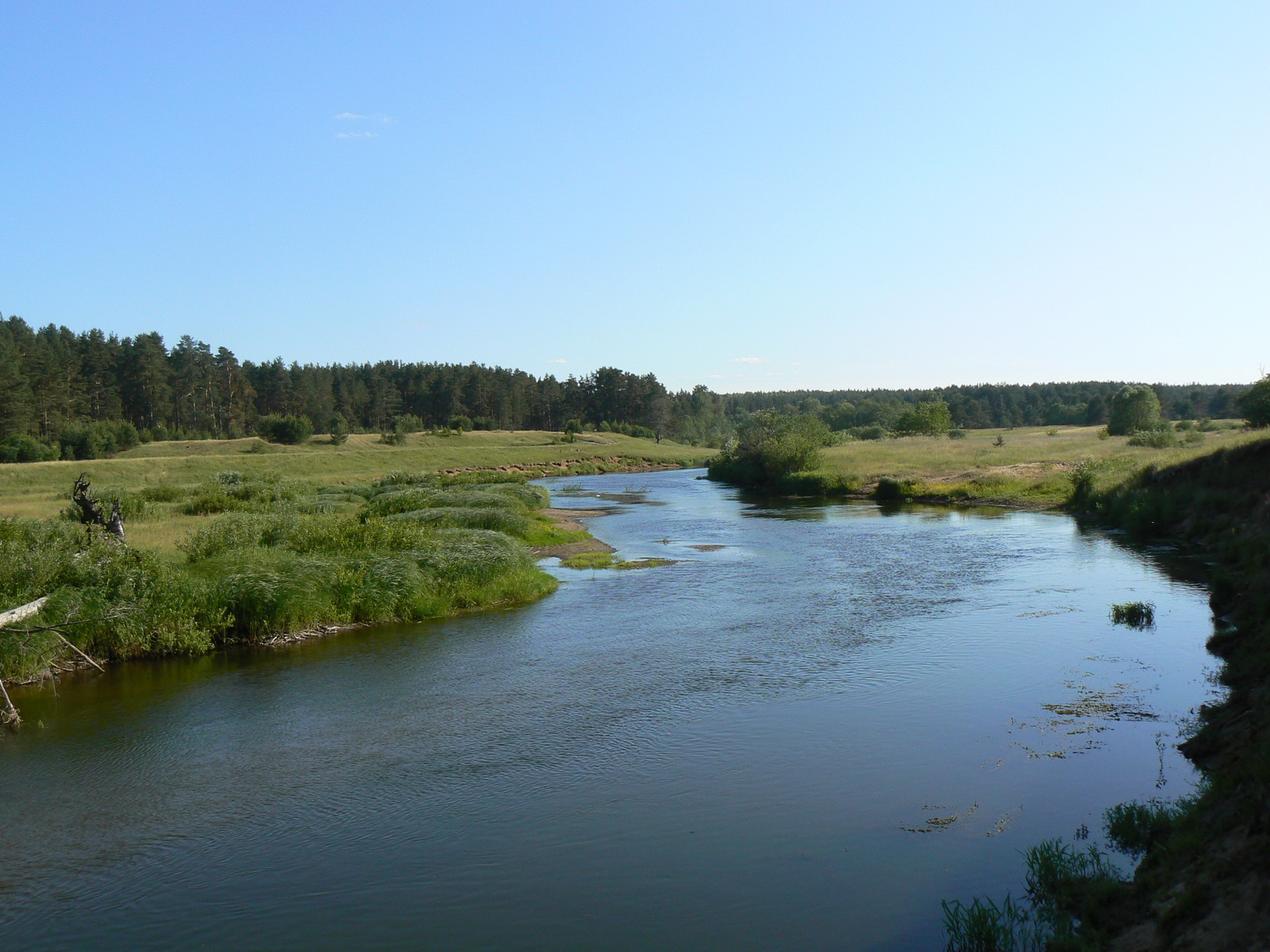
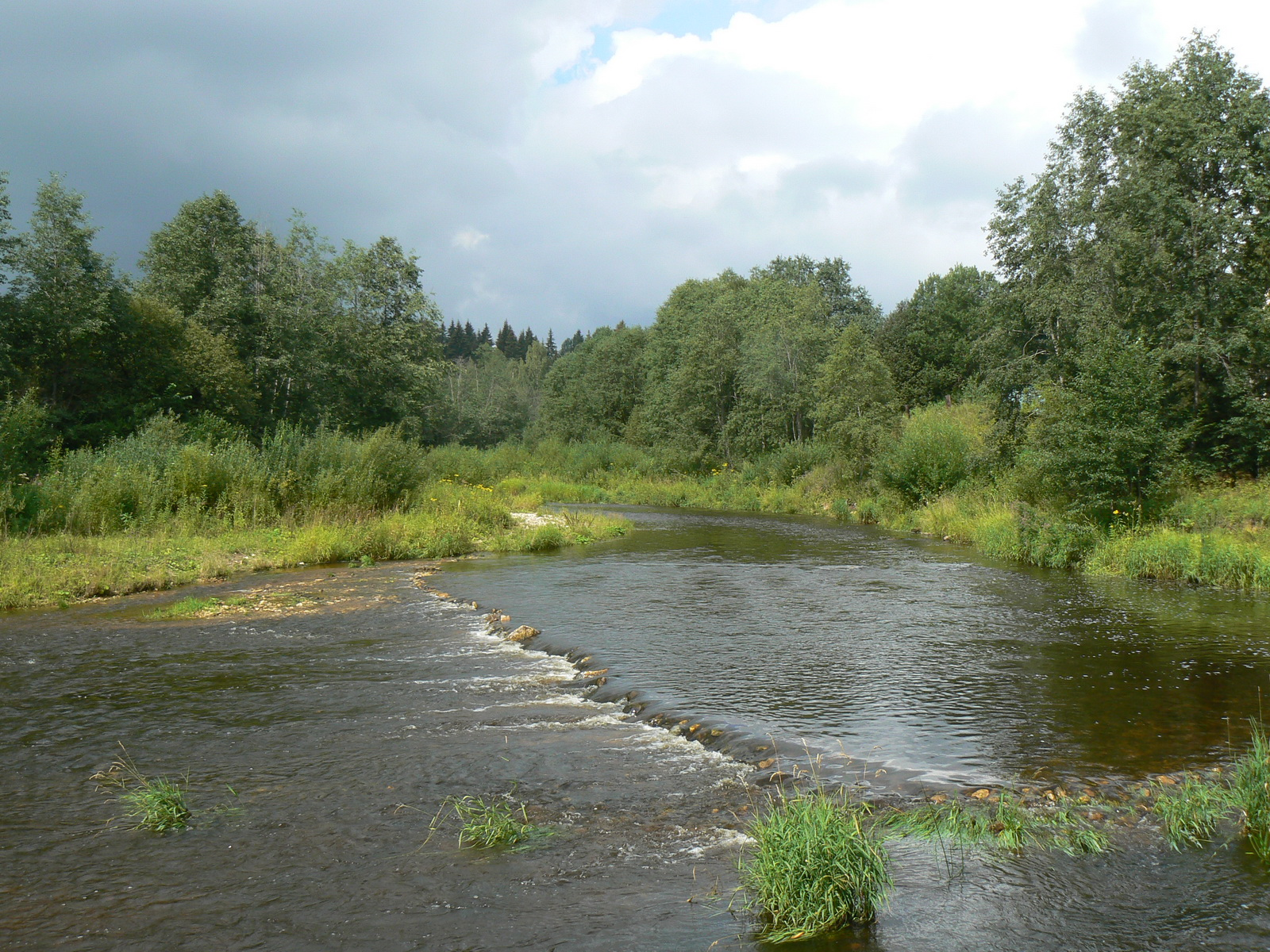
Тьма в Берново
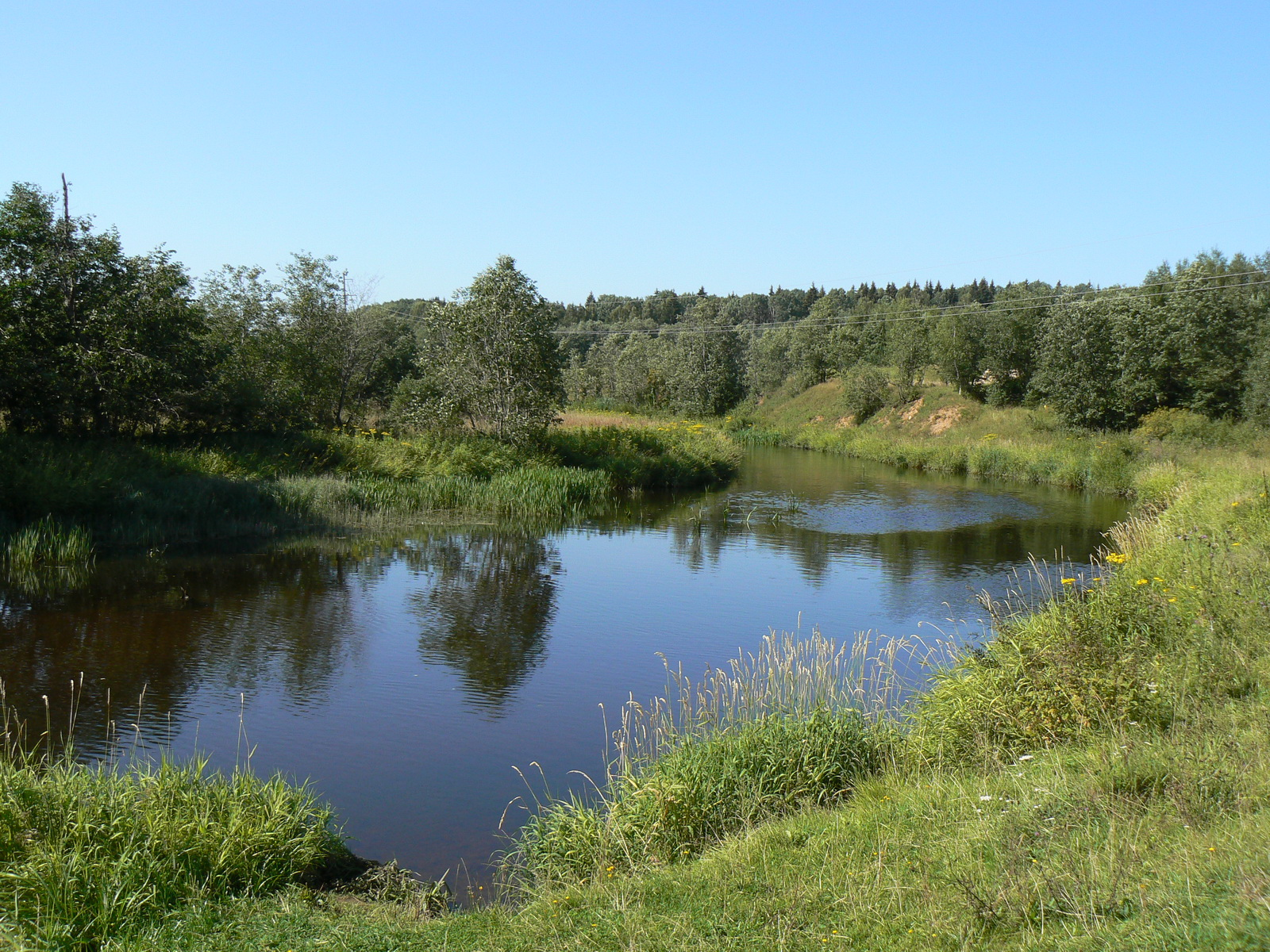
Тьма вблизи дер. Глазуново (Старицкий р-н)